# الكساد الكبير في أستراليا

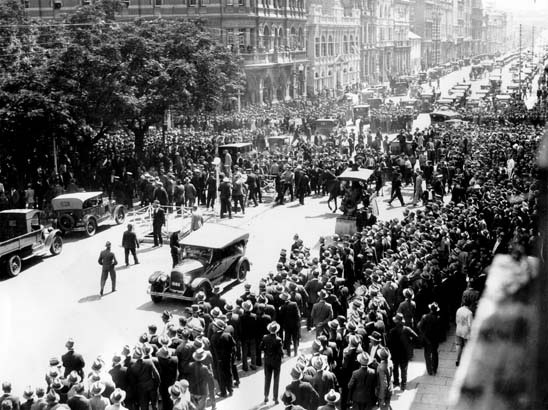

عانت أستراليا بشدة خلال فترة الكساد الكبير في ثلاثينيات القرن العشرين. بدأ الكساد بانهيار بورصة وول ستريت في عام 1929 وانتشر بسرعة في جميع أنحاء العالم. كما كان الحال في دول أخرى، عانت أستراليا سنواتٍ من البطالة المرتفعة، والفقر، وانخفاض الأرباح، والانكماش المالي، وتدني الدخول، وفقدان الفرص للنمو الاقتصادي والتقدم الشخصي.
استند الاقتصاد الأسترالي والسياسة الخارجية إلى حد بعيد إلى مكانتها بصفتها منتجًا رئيسيًا داخل الإمبراطورية البريطانية، وعانت صناعات التصدير الأسترالية المهمة، خاصة المنتجات الأولية مثل الصوف والقمح، بشكل كبير انهيارًا في الطلب الدولي. وصلت معدلات البطالة إلى مستوى قياسي بلغ 30% تقريبًا في عام 1932، وانخفض الناتج المحلي الإجمالي بنسبة 10% بين عامي 1929 و1931.
كانت هناك أيضًا حوادث اضطرابات مدنية، وبالأخص في سيدني، أكبر مدن أستراليا. على الرغم من أن الحركات الشيوعية واليمينية الأسترالية كانت ناشطة خلال الكساد، فقد بقيت إلى حد بعيد على هامش السياسة الأسترالية، وفشلت بتحقيق تحولات السلطة المكتسبة في أوروبا، وقد نجا النظام السياسي الديمقراطي للاتحاد الأسترالي الناشئ من توتر هذه الفترة.
كانت حكومة حزب العمال التابعة لجيمس سكولين قد تسلمت مقاليد السلطة للتو، مع تولي وزارة سكولين في 22 أكتوبر بعد الانتخابات الاتحادية لعام 1929. كان «يوم الخميس الأسود» بعد ذلك بيومين فقط، إذ شهد هذا اليوم بداية انهيار وول ستريت لعام 1929، وما تلاه من اندلاع عالمي للكساد الكبير. كانت الحكومة منذ البداية تعاني آثار الأزمة الاقتصادية العالمية. نظرًا إلى عدم قدرة الحكومة على تنفيذ خطة رؤساء مجالس الدولة الانكماشية، انقسم حزب العمال بحلول عام 1931 حول كيفية التعامل مع الأزمة، مع فشل أمين الخزانة تيد ثيودور بتنفيذ خططه التضخمية الكينزية، وخسارة جاك لانغ رئيس مجلس الدولة في نيوساوث ويلز منصبَه بسبب خططه لزيادة الميزانية من خلال الوقف المؤقت لسداد الفوائد على الديون المستحقة لبريطانيا، وتقليص الفائدة على جميع القروض الحكومية بنسبة 3% لتحرير الأموال من أجل ضخها في الاقتصاد. ساعد جوزيف ليونس، المنشق عن الحزب العمالي، في تشكيل حزب أستراليا المتحدة من خلال إنهاء الحزب القومي الأسترالي، وخلف سكولين رئيسًا لوزراء أستراليا منذ انتخابات عام 1931 الاتحادية وحتى وفاته في عام 1939.
وهكذا، فإن أستراليا، على عكس الولايات المتحدة، لم تشرع باتباع برنامج إنفاق كينزي جوهري للتعافي من الكساد. على الرغم من ذلك، بدأ التعافي الأسترالي في عام 1932 تقريبًا. حصل الأستراليون على عزائهم من الإنجازات الرياضية خلال الكساد، إذ حقق لاعب الكريكيت دونالد برادمان وحصان السباق فار لاب شهرة طويلة الأمد.

## عشرينيات القرن العشرين: هدوء ما قبل العاصفة
استنزفت الحرب العظمى (الحرب العالمية الأولى) مدخرات بريطانيا واستثماراتها الأجنبية، وأدى التضخم في فترة الحرب إلى زعزعة معدلات التبادل التجاري في المملكة المتحدة. أسفر تباطؤ الاقتصاد في بريطانيا عن انخفاض الطلب البريطاني على الواردات من أستراليا خلال عشرينيات القرن العشرين، ما أثر على ميزان المدفوعات الأسترالي. خلال العشرينيات أيضًا، تأرجح معدل البطالة الأسترالي بين 6% و11%.
تسببت الحرب العظمى أيضًا في تأخير العديد من مشاريع البنية التحتية الضرورية أو التخلي عنها، والتي شُرِع في الكثير منها في العشرينيات، بما في ذلك جسر ميناء سيدني، ونظام السكك الحديدية تحت الأرض في سيدني، بالإضافة إلى بدء حكومة الكومنولث بتمويل طرق سريعة كبرى. شُيّدت سدود ورافعات حبوب جديدة، وتوسعت شبكة السكك الحديدية الريفية في كل ولاية تقريبًا. وُفّرت مبالغ كبيرة من الأموال الحكومية لتزويد جنود الحرب العالمية الأولى العائدين بالأراضي الزراعية والمعدات الزراعية بموجب مخططات الاستيطان للجنود.
دُفِعَت تكلفة جميع هذه المشروعات الممولة من القطاع العام عن طريق القروض التي جمعتها كل من حكومات الولايات والحكومات الاتحادية، وجُمِعت معظم هذه القروض في أسواق رأس المال في مدينة لندن بمعدل 30 مليون جنيه إسترليني سنويًا.

## 1929: اندلاع العاصفة
في عام 1910، أدخلت الحكومة الاتحادية عملة وطنية، الجنيه الأسترالي، والتي ربطتها بالجنيه الإسترليني. في الواقع، كانت أستراليا على مستوى الغطاء الذهبي خلال الربط البريطاني. في عام 1914، أزالت بريطانيا الجنيه الإسترليني من الغطاء الذهبي، ما تسبب بضغوط تضخمية. أعادت بريطانيا الجنيه الإسترليني إلى الغطاء الذهبي في عام 1925 في تكافؤ ما قبل عام 1913، ما أدى إلى تغير قيمة العملتين بشكل كبير وإطلاق ضغوط انكماشية ساحقة وتراجع الطلب على الصادرات. كان لذلك تأثير فوري في جعل الصادرات البريطانية والأسترالية أقل قدرة على المنافسة في الأسواق غير البريطانية، وأثرت على معدلات التبادل التجاري في أستراليا.
في عام 1929، قامت أستراليا بإجراء طارئ خلال فترة الكساد الكبير إذ تركت الغطاء الذهبي، ما أدى إلى انخفاض قيمة العملة مقارنة بالجنيه الإسترليني. طُبّقت مجموعة متنوعة من عمليات ربط الأسعار على الجنيه الإسترليني حتى ديسمبر عام 1931، حين حددت الحكومة معدل 1 جنيه إسترليني = 16 شلن أسترالي. هدف ذلك إلى تسهيل دخول البضائع الأسترالية إلى الأسواق البريطانية والأسواق الأخرى المرتبطة.
فرض انخفاض الطلب على الصادرات وأسعار السلع الأساسية ضغوطات نزولية هائلة على الأجور، لا سيما في الصناعات مثل تعدين الفحم. وبسبب انخفاض الأسعار، لم يتمكن أرباب العمل من دفع الأجور التي أرادها العمال. كانت النتيجة سلسلة من الإضرابات المكبِّلَة في العديد من قطاعات الاقتصاد في أواخر العشرينيات. أدت إضرابات عمال مناجم الفحم في شتاء عام 1929 إلى ركود جزء كبير من الاقتصاد بشكل هائل. في أحد خطوط الاعتصام بمنطقة هنتر في بلدة روثبري للتعدين، شهد أحد الإضرابات الشرطة تُطلق النار على أحد عمال مناجم الفحم الشباب.
تمنى رئيس وزراء أستراليا المحافظ، ستانلي بروس، تفكيك نظام التوفيق والتحكيم للمفاوضة المشتركة الخاضعة للإشراف القضائي، والتي كانت حجر الأساس في نظام العلاقات الصناعية في أستراليا منذ بداية القرن العشرين. سمح التفكيك لأصحاب العمل وحدهم بزيادة أجور الموظفين أو خفضها استجابةً للسوق والظروف الاقتصادية.
نجح حزب العمال الأسترالي المعارض، بقيادة جيمس سكولين، بتصوير ستانلي بروس على أنه يريد إفساد الأجور المرتفعة وظروف العمل في أستراليا في الانتخابات الاتحادية لعام 1929. انتُخب سكولين رئيسًا للوزراء بفوز ساحق في الانتخابات التي شهدت خسارة ستانلي بروس منصبَه بصفته العضو في الفليندرز، وكانت تلك المرة الوحيدة حتى الانتخابات الاتحادية لعام 2007 التي فقد فيها رئيس وزراء حالي منصبه.